# Goth Angel Sinner
Goth Angel Sinner — 12-й мини-альбом и первый посмертный мини-альбом американского рэпера Lil Peep, выпущенный 31 октября 2019 года на лейбле Columbia Records.

## История
Мини-альбом был записан вскоре после первого сольного тура Пипа The Peep Show, когда он переехал в Лондон, Англия, где он также записал Come Over When You’re Sober, Pt. 1 и Pt. 2 , а также неизданный совместный альбом с ILoveMakonnen Diamonds

Проект был первоначально анонсирован в октябре 2017 года, за месяц до его смерти в своём аккаунте в Твиттер. После смерти Lil Peep проект был отложен на неопределенный срок до октября 2018 года, когда мини-альбом просочился в интернет (все три трека первоначально назывались «Wake Me Up», «Ask Yourself», « Needle»), кроме того, оригинальные песни держали водную марку «GothBoiClique». 31 октября 2019 года мини-альбом был официально выпущен на всех платформах

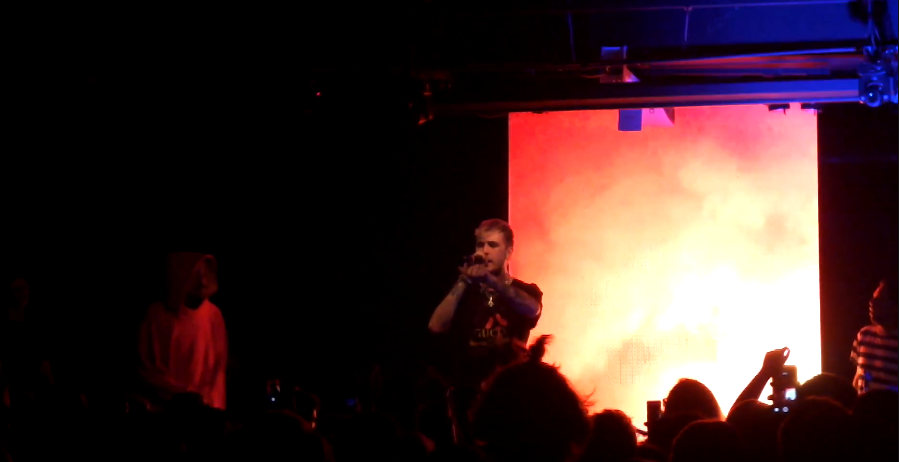
Lil Peep в Нидерландах исполняет «Moving On» во время тура COWYS

Все 3 трека с мини-альбома были представлены в сборник-альбом Everybody’s Everything, где при этом выступают в качестве синглов. Ремикс-версия песни «When I Lie» совместно с Ty Dolla Sign была включена в саундтрек For the Throne телесериала «Игра престолов».

## Список треков
Все песни были спродюсированы Fish Narc и написаны Густавом Элайджи Аром
| №                   | Название            | Длительность |
| ------------------- | ------------------- | ------------ |
| 1.                  | «Moving On»         | 3:23         |
| 2.                  | «Belgium»           | 4:00         |
| 3.                  | «When I Lie»        | 3:57         |
| Общая длительность: | Общая длительность: | 11:20        |